# Bob Peterson (cestista)
Robert Peterson, detto Bob (Menlo Park, 25 gennaio 1932 – San Jose, 30 luglio 2011), è stato un cestista statunitense, professionista nella NBA.

## Carriera
Venne selezionato dai Baltimore Bullets nel Draft NBA 1952.